# Schloßstraße (Berlin-Charlottenburg)
Die Schloßstraße im Berliner Ortsteil Charlottenburg (Bezirk Charlottenburg-Wilmersdorf) ist mit einer Länge von etwa 900 Metern und einer Breite von 70 Metern eine beliebte touristische Allee in der deutschen Hauptstadt, die den Sophie-Charlotte-Platz mit dem Schloss Charlottenburg verbindet.

## Lage

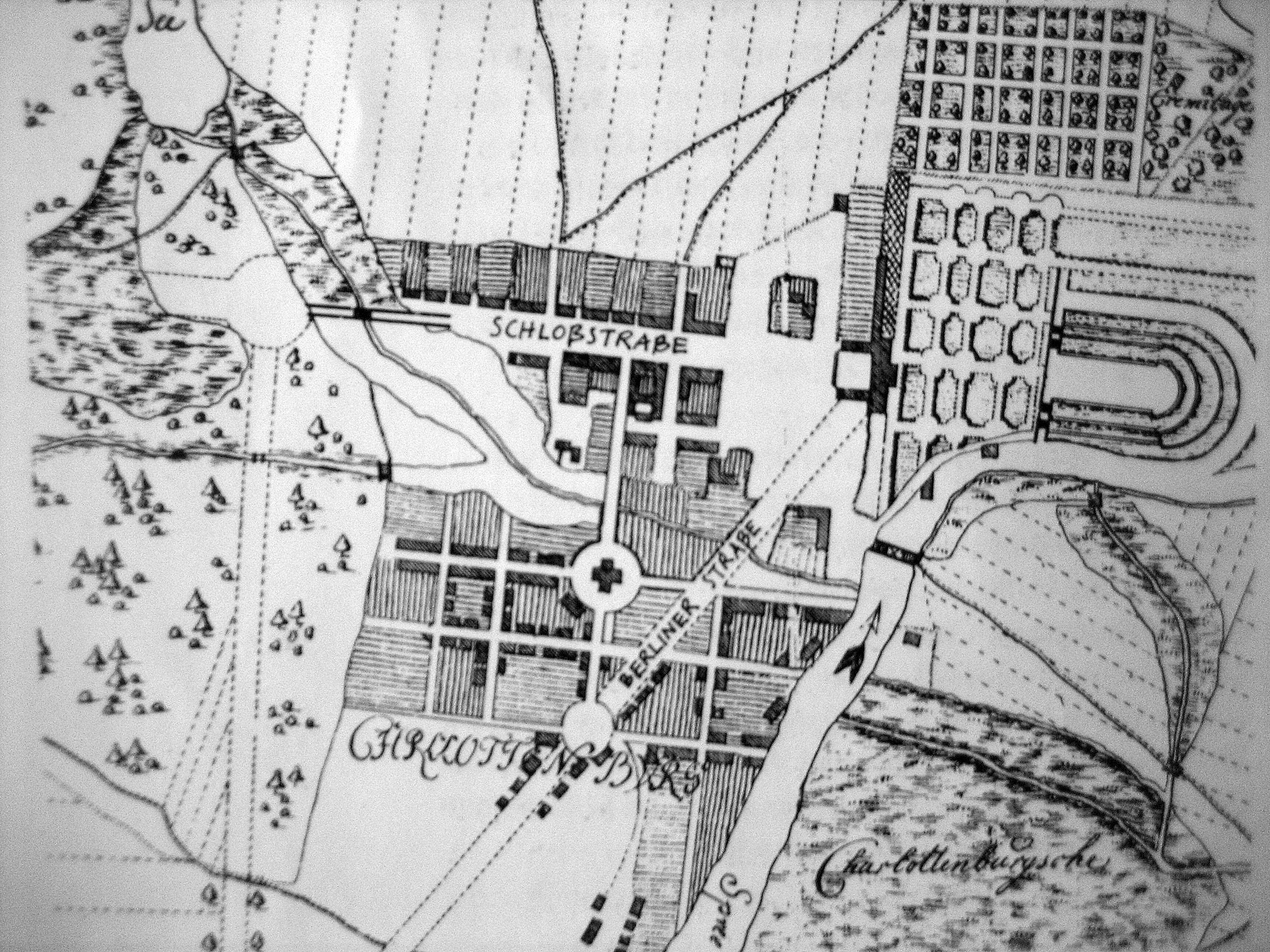
Plan von Charlottenburg um 1740

Die Schloßstraße stellt die Verbindung zwischen dem Spandauer Damm und dem Sophie-Charlotte-Platz her, an dem Bismarckstraße, Kaiserdamm und Suarezstraße liegen. Sie zählt zu den ältesten Straßen Charlottenburgs. Von der abzweigenden Zillestraße und Knobelsdorffstraße bis zum Schloss bildet sie eine Mittelpromenade mit zwei – von Linden gesäumten – Fahrbahnen. Sie ist hier rund 72 Meter breit. Die Schloßstraße ist Teil einer Sichtachse, die sich im Schlossgarten fortsetzt und deren Abschluss ein Obelisk bildet, der sich ebenfalls rund 900 Meter in der Verlängerung dieser Achse befindet. Im Zentrum dieser Blickachse befindet sich der Kuppelbau des Schlosses. Diese Form der barocken Anlage wurde schon von dem Schlossarchitekten Johann Arnold Nering als repräsentative Auffahrtspromenade konzipiert. Sie steht im symmetrischen Bezug zu der Achse, die von der Straße Unter den Linden aus nach Westen führt. 1697 ergänzte der französische Gärtner Simon Godeau das Ensemble noch um zwei weitere schräge Blickachsen, die auf das Schloss Schönhausen und die Spandauer Zitadelle zielten.
Westlich der Schloßstraße befindet sich der Klausenerplatz-Kiez, östlich der Schustehruspark.

## Namensgebung
Im Jahr 1697 wurde die Straße im Zusammenhang mit dem Schloss gebaut. Nachdem das zunächst Lietzenburg genannte Schloss 1699 unter Martin Grünberg fertiggestellt wurde, erhielt die Straße um 1701/1702 zunächst den Namen Große Allee und wurde auch Breite Straße genannt. Erst seit Ende des 18. Jahrhunderts trägt sie den Namen Schloßstraße. Der ursprüngliche Straßenname wird als Eigenname trotz Rechtschreibreform weiter mit „ß“ geschrieben.

## Straßengestaltung

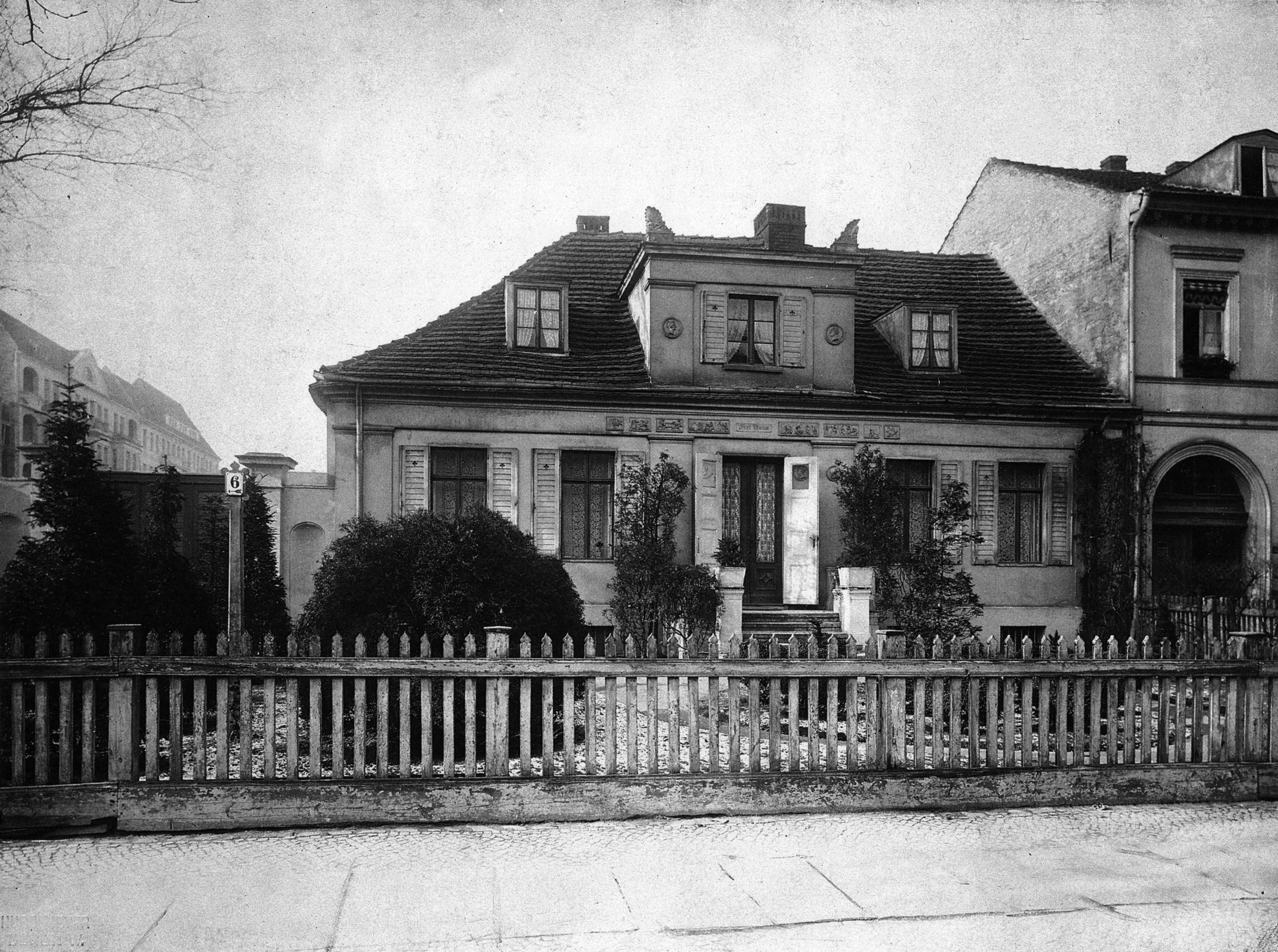
Haus des Kammertürken Hassan

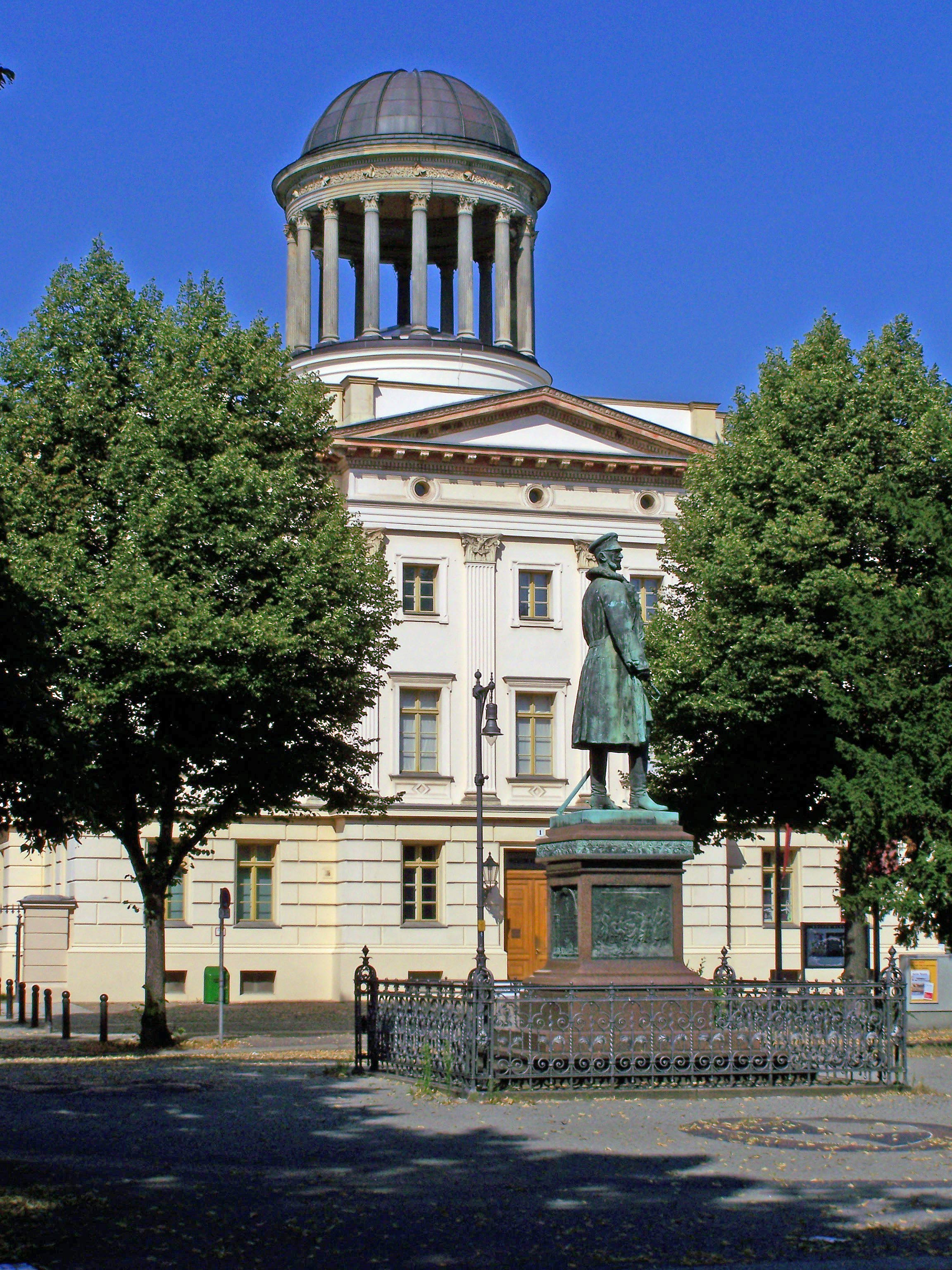
Denkmal für Albrecht von Preußen vor dem westlichen Stülerbau

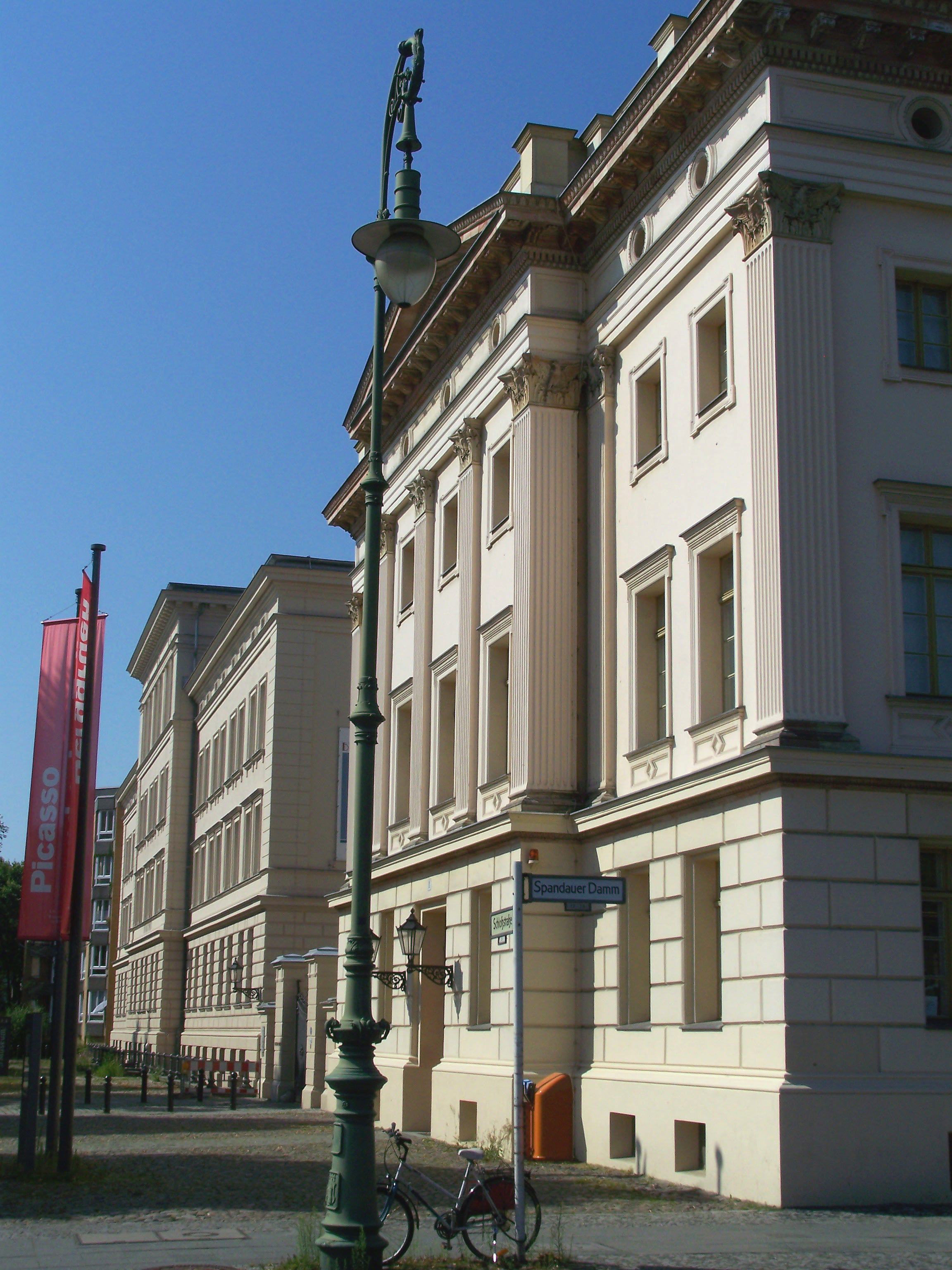
Blick auf den westlichen Stülerbau und dahinter das Bröhan-Museum

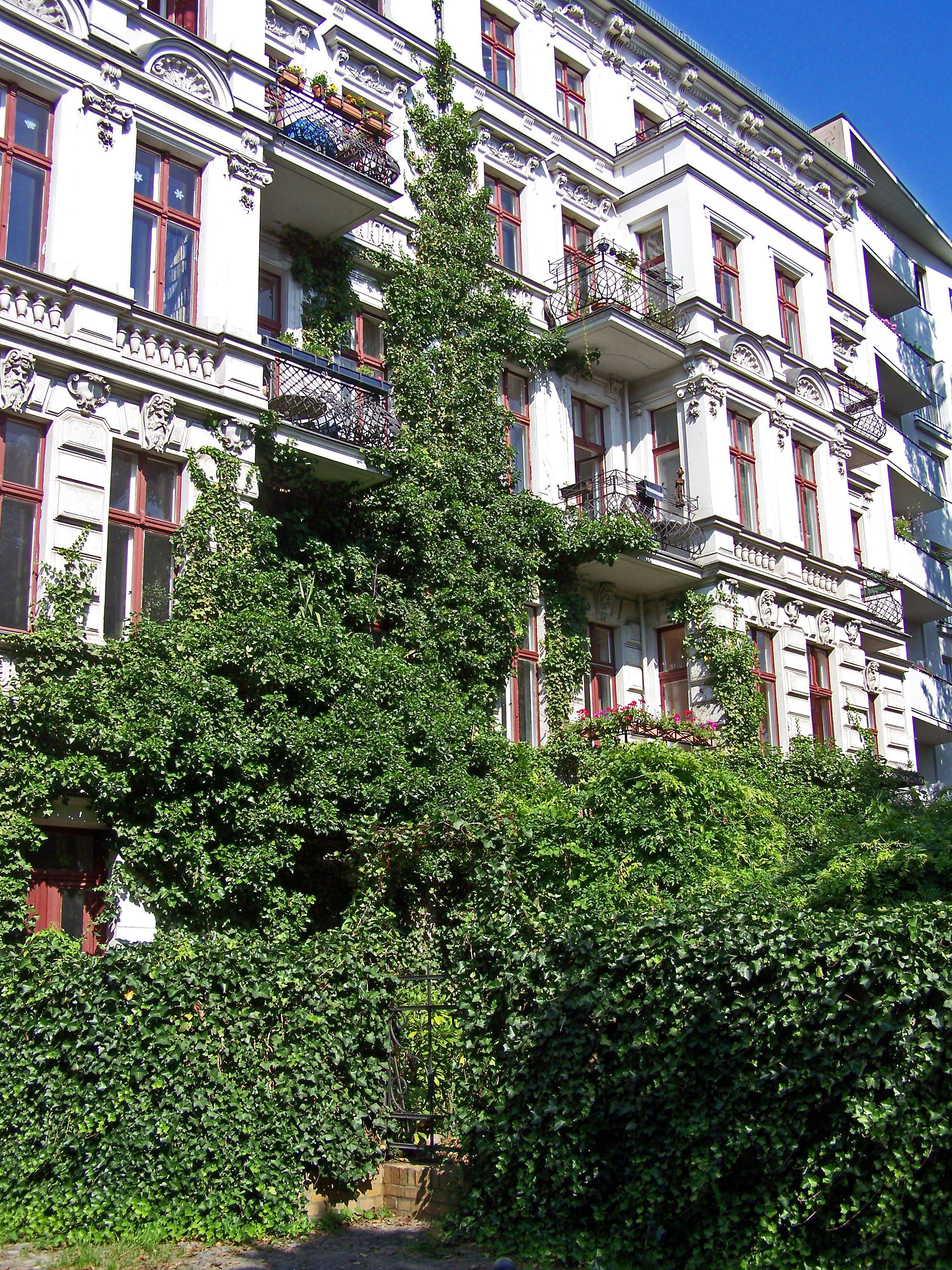
Repräsentatives Stadthaus Schloßstraße 15/15a

Lauchhammerpumpe in der Schloßstraße um 1900, Briefmarke von 1983

Die Bebauung reichte im Barock vom Ehrenhof des Charlottenburger Schlosses südwärts nur rund 800 Meter weit und führte zunächst nur bis auf die Höhe der Einmündung der heutigen Knobelsdorffstraße. Die Schloßstraße war ursprünglich eine reine Wohnstraße und endete an dem kreuzenden Schwarzen Graben, einer sumpfigen, nordostwärts verlaufenden Verlängerung des Lietzensees, die ursprünglich bis an die Spree reichte. Der auch Lietzengraben genannte Wasserlauf wurde 1711 in Höhe der Schloßstraße zu einem Karpfenteich verbreitert und bildete bis spät ins 19. Jahrhundert das Ende der Schloßstraße. Eine Verbindung zur in die Stadt Berlin führenden Straße bildete die Schustehrusstraße. Wichtiger als Landverbindung zwischen Berlin und Charlottenburg war die direktere Strecke über die Berliner Straße (heute: Otto-Suhr-Allee), die als Touristenort mit zahlreichen Einkehrmöglichkeiten der Schloßstraße den Rang ablief.
Die Schloßstraße wurde erstmals 1841/1842 auf Anordnung Friedrich Wilhelms IV. umgestaltet und der charakteristische Mittelstreifen eingefügt. In der Gründerzeit gab es Probleme, da die Straße mit dem erhöhten Verkehrsaufkommen und den widrigen Bedingungen (hoher Grundwasserpegel und mangelhafte Kanalisation) Grund für vielfache Klagen der Bürger war. 1885/1886 wurde die Schloßstraße von dem Lenné-Schüler Hermann Mächtig (1837–1909) ein weiteres Mal umgestaltet und erhielt ihre erste Pflasterung. Das Teilstück von der Knobelsdorffstraße bis zum Sophie-Charlotte-Platz wurde erst 1891 gepflastert. 1892 wurde das Teilstück von der Zillestraße bis zum Sophie-Charlotte-Platz offiziell zur Schloßstraße gezählt. In einem Stadtplan von 1894 ist die heutige Suarezstraße als „Verlängerte Schloßstraße“ angegeben. Der Kaiserdamm wurde erst 1905 fertiggestellt, und es gab somit eine direkte Verbindung in die Innenstadt Berlins.
Um 1900 zeichnete sich ab, dass die Schloßstraße ihren Ruf als „gute Adresse“ allmählich verloren hatte und besser gestellte Bürger eher im neu entstandenen Westend wohnten. In der Schloßstraße selbst ließ sich ein Unterschied der Bevölkerungsstruktur feststellen zwischen der westlichen Seite, in dem die Säuglingssterblichkeit in den oft engen und feuchten Hinterhofwohnungen zu den höchsten in Charlottenburg zählte, mit dem roten Klausenerplatz-Kiez und der östlichen Seite, auf der sich beispielsweise die Villa Oppenheim (damals mit Tennisplatz und weitläufigem Garten) befindet. Im Zweiten Weltkrieg wurden zahlreiche Gebäude zerstört, insbesondere an der Kreuzung mit der Zillestraße und in der Nähe des Sophie-Charlotte-Platzes. Hier ist wenig historische Bausubstanz erhalten geblieben.
Die Häuser sind mit der in Berlin verbreiteten Hufeisennummerierung versehen. Sie beginnt am Schloss auf der Westseite mit der Nummer 1 und verläuft entgegen dem Uhrzeigersinn, um dann wiederum gegenüber dem Schloss auf der Ostseite zu enden.

## Bauwerke
Von 1851 bis 1859 baute Friedrich August Stüler gegenüber dem Schloss Charlottenburg an der Schloßstraße 1 und Schloßstraße 70 nach Entwürfen des Königs Friedrich Wilhelm IV. die beiden Offiziers-Kasernen der Gardes du Corps. Der westliche Stülerbau wurde 1929 zum Polizei-Institut umgebaut, in dem Fortbildungskurse der preußischen Polizei stattfanden. 1933 wurde das Institut zur zentralen Lehrstätte der Kriminalpolizei, 1937 umbenannt in „Führerschule der Sicherheitspolizei“. Nach dem Zweiten Weltkrieg zog das Arbeitsamt III ein und als 1964 erstmals nach dem Mauerbau die Grenze in Richtung Osten wieder durchlässig wurde, befand sich hier zeitweilig eine Passierscheinstelle. In dem Gebäude befindet sich seit 1995 die Sammlung Berggruen (mit Werken von Picasso, Klee, Matisse und anderen). Im östlichen Stülerbau war von 1967 bis 2005 das Ägyptische Museum untergebracht. Seit Juli 2008 werden hier nach einer umfassenden Sanierung Werke surrealistischer Künstler aus der Sammlung Scharf-Gerstenberg gezeigt. Zwischen den beiden Stülerbauten steht seit 1901 das Prinz-Albrecht-Denkmal, das von Eugen Boermel und Conrad Freyberg entworfen wurde.
Im Jahr 1858 wurde der Charlottenburger Turn- und Sportverein gegründet. Mit ihm begann die Entwicklung des Sports in Charlottenburg. 1860 entstand in der Schloßstraße 1a im Hof hinter dem heutigen Bröhan-Museum, dem Museum für Jugendstil, Art déco und Funktionalismus, die erste Sporthalle.
Nachdem Charlottenburg 1705 die Stadtrechte erlangt hatte, diente als erstes Rathaus rund 150 Jahre das Palais des Oberstallmeisters d’Ausson de Villarnoux in der Schloßstraße 2. Das von Eosander von Göthe entworfene Gebäude von 1702 war das erste in der Schloßstraße. Das innen prächtig ausgestattete Haus wurde nach dem Umzug der Verwaltung in die Otto-Suhr-Allee zum Armenhaus und Obdachlosenasyl und in den 1880er-Jahren abgerissen. Auf dem Grundstück wurde die 3./4. Gemeindeschule errichtet, die im Zweiten Weltkrieg zerstört wurde. Derzeit (Stand 2010) befindet sich dort ein Seniorenwohnhaus.
Das ebenfalls von Eosander von Göthe entworfene Haus Schloßstraße 6 war bis zur Zerstörung im Zweiten Weltkrieg das damalige Wohnhaus des türkischen Kammerdieners Hassan, der am Hofe Sophie Charlottes angestellt war. An ihn erinnert eine Gedenktafel. Das Haus nutzte von 1855 bis 1857 der Bildhauer Christian Daniel Rauch als Sommerhaus. 1951 wurde die an gleicher Stelle neu erbaute Kirche der Siebenten-Tags-Adventisten eingeweiht.
Eine Gedenktafel am Haus Schloßstraße 22 erinnert an den Kommunisten Otto Grüneberg, der 1931 das politische Opfer eines SA-Sturms wurde.
Bis zur Zerstörung im Zweiten Weltkrieg befand sich in der Schloßstraße 27 direkt am Sophie-Charlotte-Platz eine nach Werner von Siemens benannte Oberrealschule, deren abgrenzende eiserne Gitter erhalten sind. Auf dem Gelände befindet sich heute ein Seniorenwohnheim.
Über den Otto-Grüneberg-Weg ist die Villa Oppenheim (Schloßstraße 55) zu erreichen, die nach Plänen des Berliner Architekten Christian Heidecke 1881/1882 neu erbaut wurde und in der sich seit 2012 das Heimat- und Geschichtsmuseum Charlottenburg-Wilmersdorf befindet.
In der Schloßstraße 55a befindet sich in einer von 1919 bis 1922 von Hans Winterstein erbauten zweiflügeligen Anlage die Oppenheim-Oberschule (bis 2003 Schlesien-Oberschule). Zu ihr gehört die von 1985 bis 1987 nach Plänen von Inken und Hinrich Baller erbaute Großturnhalle in der Schloßstraße 56, die seit 1998 Carl-Schuhmann-Halle heißt, benannt nach Carl Schuhmann, einem der erfolgreichsten und vielseitigsten Sportler der ersten Olympischen Spiele 1896.
In der Schloßstraße 67 steht die älteste Mietvilla (1873/1874 von Georg Toebelmann). Der Vorgarten ist nach alten Plänen rekonstruiert worden.
Im Haus Schloßstraße 69 wurde 1987 das damalige Heimatmuseum Charlottenburg eröffnet. Ende 2011 zog das nunmehrige Museum Charlottenburg-Wilmersdorf in die Villa Oppenheim. Im Nachbarhaus Schloßstraße 69a befand sich seit 1987 die Naturwissenschaftliche Sammlung West-Berlins. Sie wurde 1995 von der Stiftung Stadtmuseum Berlin übernommen, die diesen Museumsstandort 2011 aufgab.

## Verkehrsanbindungen
Am südlichen Ende der Schloßstraße befindet sich der U-Bahnhof Sophie-Charlotte-Platz der Linie U2. Über die gesamte Schloßstraße verkehrt die Buslinie 309 mit mehreren Haltestellen. An der Schloßstraße Ecke Spandauer Damm halten Busse der Linie M45.

## Seitenstraßen

### Westliche Richtung
- Neufertstraße
- Neue Christstraße
- Seelingstraße
- Knobelsdorffstraße
- Horstweg

### Östliche Richtung
- Stallstraße
- Wulfsheinstraße
- Schustehrusstraße
- Otto-Grüneberg-Weg
- Hebbelstraße
- Zillestraße